# Château Filhot
Château Filhot, est un domaine viticole de 350 ha dont 62 ha de vignoble, situé dans la commune de Sauternes dans le département de la Gironde, en France.

En AOC Sauternes, il est classé deuxième grand cru dans la classification officielle des vins de Bordeaux de 1855.

## Histoire du domaine
La création du vignoble de Filhot date des années 1630-1650. Romain de Filhot (1641-1710), membre du Parlement de Bordeaux et créateur de l'appellation de Sauternes en lieu de vins de Langon, rassemble quelques domaines du versant sud de la colline de Sauternes et fait édifier les premiers bâtiments du château en 1709. Après de mariage de Marie-Joséphine de Filhot et d'Antoine de Lur-Saluces en 1807, le Château Filhot et le Château Coutet rejoignent les domaines Lur-Saluces (Château d'Yquem, Château de Malle, Château de Fargues). En 1840, sous l'impulsion de Bertrand-Romain de Lur-Saluces, les domaines Filhot et Pineau du Rey sont fusionnés. Le château est reconstruit sur le modèle du Petit Trianon et agrémenté d'un parc à l'anglaise en 1845.
Le domaine obtient le rang de second grand cru dans la classification officielle des vins de Bordeaux de 1855, et se vend dès lors en France et à l'international sous le nom de Château Sauternes. Filhot reprend son nom en 1901 et le domaine est racheté en 1935 par la comtesse Durieu de Lacarelle, née Lur-Saluces, à son frère. Son petit-fils, le comte Henri de Vaucelles, gère le domaine de 1974 à 2015. Aujourd'hui, Gabriel de Vaucelles, fils de feu le comte Henri de Vaucelles, est aux commandes de la propriété.

## Terroir
Sur un sol de graves, argile et sable reposant sur le plateau calcaire, l'encépagement de Filhot est constitué à 60 % de sémillon, 36 % de sauvignon et 4 % de muscadelle. Les vignes ont 35 ans d'âge moyen et produisent un rendement de 15 à 18 hl/ha.

## Vins
Les grappes sont récoltées à la main et subissent des tries successives. Les fermentations sont effectuées en cuve en inox et durent de 15 à 20 jours selon les cépages. La filtration est réalisée 10 mois après les fermentations et l'assemblage effectué quatre mois plus tard. L'élevage est fait en barriques de chêne à 30 % neuves durant 12 mois. L'embouteillage est donc réalisé 24 mois après la fermentation.
Le domaine produit environ 60 000 bouteilles de château Filhot par an.

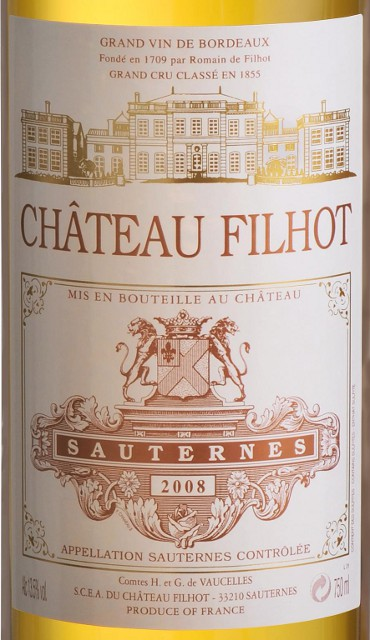
Une étiquette de Filhot 2008
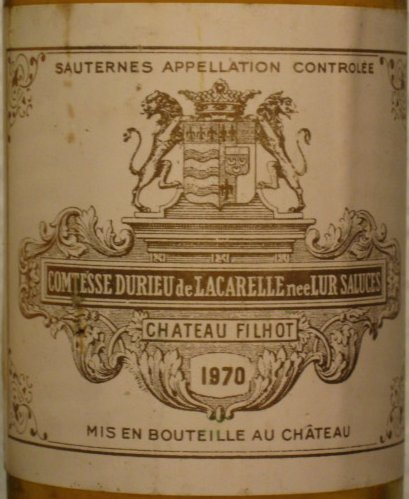
Une étiquette de Filhot 1970